# Goudargues
Goudargues település Franciaországban, Gard megyében. Lakosainak száma 1118 fő (2022. január 1.). Goudargues Cornillon, Lussan, Méjannes-le-Clap, Saint-André-de-Roquepertuis és Verfeuil községekkel határos.

## Népesség
A település népességének változása:
| Lakosok száma | 645  | 680  | 788  | 996  | 1083 | 1105 | 1100 | 1106 | 1108 | 1118 |
|               | 1968 | 1982 | 1990 | 2006 | 2013 | 2015 | 2017 | 2019 | 2020 | 2022 |